# Следственный департамент МВД России
Следственный департамент МВД России (СД МВД России) — орган МВД России, задачи которого заключаются в расследовании наиболее сложных, носящих международный и межрегиональный характер, уголовных дел, относящихся к подследственности следователей органов внутренних дел.

## История
Предтечей Следственного департамента являлся Следственный комитет при МВД России, образованный в 1995 году. В 2011 году, исходя из указов Президента РФ о назначении Валерия Кожокаря заместителем Министра внутренних дел Российской Федерации — начальником Следственного департамента Министерства внутренних дел Российской Федерации, Татьяны Герасимовой первым заместителем начальника Следственного департамента Министерства внутренних дел Российской Федерации и Сергея Бородулина заместителем начальника Следственного департамента Министерства внутренних дел Российской Федерации, Следственный комитет при МВД России ликвидируется, а его функции наследует Следственный департамент МВД России.

## Задачи
СД МВД России также составляет предложения по государственной политике в сфере расследования преступлений, исполнения законодательства Российской Федерации об уголовном судопроизводстве; занимается организационно-методическим руководством деятельностью предварительного следствия в органах внутренних дел; контролирует расследование уголовных дел нижестоящими подразделениями. СД МВД России не только контролирует расследование сложных уголовных дел, но и рассматривает жалобы граждан и публикации в СМИ, связанные с предварительным следствием по самым громким делам.
С 2010 года кандидатуру на пост руководителя СД МВД России предлагал главе государства не Министр внутренних дел Российской Федерации, а председатель Правительства Российской Федерации.
В Кремле нововведение объяснили необходимостью создания условий для дальнейших преобразований в ведомстве (Реформа МВД России 2011 года).

## Руководство
- Игорь Николаевич Кожевников (29 января 1992 — 1 апреля 1999)
- Валерий Иванович Фёдоров (1 апреля 1999 — 1 июля 1999)
- Николай Георгиевич Соловьёв (1 июля 1999 — 19 мая 2001)
- Виталий Владимирович Мозяков (3 апреля 2001 — 28 февраля 2005)

…
- Алексей Васильевич Аничин (18 апреля 2006 — 11 июня 2011)
- Валерий Васильевич Кожокарь (11 июня 2011 — 14 июня 2012)
- Юрий Фёдорович Алексеев (16 июня 2012 — 17 февраля 2014)
- Александр Николаевич Савенков (12 мая 2014 — 28 ноября 2016)
- Александр Владимирович Романов (28 декабря 2016 — 9 апреля 2020)
- Сергей Николаевич Лебедев (с 1 июня 2020)

## История названий
- Следственный комитет при Министерстве внутренних дел Российской Федерации (1992—2011)
- Следственный департамент Министерства внутренних дел Российской Федерации (с 2011)